# أندرو أوبراين
أندرو أوبراين (بالإنجليزية: Andrew O'Brien)‏ هو لاعب دوري الرغبي نيوزيلندي، ولد في 6 سبتمبر 1897 في بلنهيم في نيوزيلندا، وتوفي في 9 مايو 1969 في أوكلاند في نيوزيلندا.